# Saint-Gingolph (Szwajcaria)
Saint-Gingolph – miejscowość i gmina (commune) w południowej Szwajcarii, w kantonie Valais, w okręgu (district) Monthey. Leży na południowym brzegu Jeziora Genewskiego.

## Demografia
W Saint-Gingolph mieszkają 984 osoby. W 2021 roku 29,6% populacji gminy stanowiły osoby urodzone poza Szwajcarią. 

## Transport
Przez teren gminy przebiega droga główna nr 21. 